# تیراندازی به جیکوب بلیک
در ۲۳ اوت ۲۰۲۰، جیکوب اس. بلیک، یک مرد سیاهپوست ۲۹ ساله، توسط افسر پلیس راستن شسکی در کنوشا، ویسکانسین مورد اصابت گلوله قرار گرفت و به شدت مجروح شد. بلیک زمانی که داشت در ماشین شاسی بلند اجاره‌ای دوست‌دخترش را باز می‌کرد شسکی از پشت چهار گلوله و از پهلو سه بار به بلیک شلیک کرد. شسکی گفت که فکر می‌کرد بلیک قصد دارد با چاقویی که در دست داشته، به او ضربه بزند. پیش از این، بلیک توسط دو مأمور پلیس تیزر شده بود که تأثیری در مهارش نداشت.
بلیک از ماه جولای هشدار بازداشت بابت اتهام تجاوز جنسی درجه سوم، تجاوز جنسی و رفتار نادرست در ارتباط با آزار خانگی دریافت کرده بود. هم رئیس پلیس کنوشا، دانیل میسکینیس و هم انجمن پلیس حرفه ای کنوشا اظهار داشتند که افسرانی که در ۲۳ اوت اعزام شدند، قبل از رسیدن به صحنه، از حکم در حال انتظار بلیک آگاه بودند.
در نتیجه تیراندازی پلیس ناآرامیهایی روی داد که شامل تجمعات، راهپیمایی‌ها، خسارت مالی، آتش‌سوزی عمدی و درگیری با پلیس بود. دو معترض نیز در درگیری با یک غیرنظامی مسلح به نام کایل ریتنهاوس ۱۷ ساله به ضرب گلوله کشته شدند. از نام بلیک در طی تظاهرات در دیگر شهرستانها به عنوان بخشی از جنبش جان سیاه‌پوستان مهم است استفاده شد.
در ژانویه ۲۰۲۱، دادستان شهرستان کنوشا اعلام کرد که افسران دخیل در تیراندازی متهم نمی‌شوند و شسکی در آوریل ۲۰۲۱ به وظیفه عادی خود در نیروی پلیس بازگشت. دادستان‌ها همچنین اعلام کردند که بلیک با هیچ اتهام جدیدی روبرو نخواهد شد، آنها اتهامات تجاوز جنسی علیه بلیک را در ازای اعتراف او به دو فقره تخلف، کنار گذاشتند و در نتیجه آن بلیک به دو سال زندان مشروط محکوم شد.

## تیراندازی

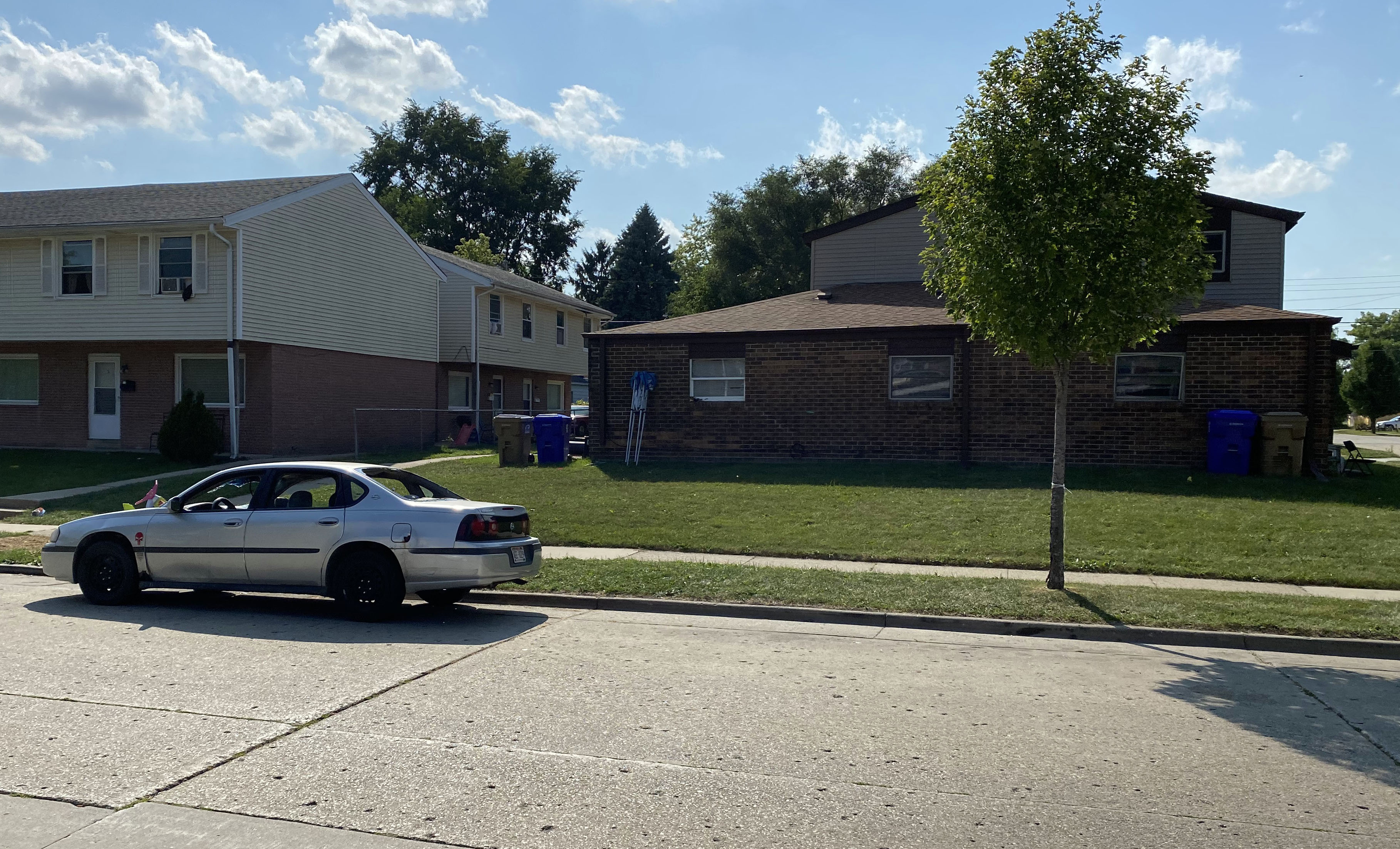
محلی که پلیس به بلیک شلیک کرد.

در ۲۳ اوت، پلیس کنوشا به تماسی در مورد یک «حادثه خانگی» در حدود ساعت ۵:۱۱ بعد از ظهر پاسخ داد. بر اساس منابع رسمی متعدد، زن تماس گیرنده از بلیک به عنوان «دوست پسر» خود یاد کرد و گفت که او اجازه حضور در محل را ندارد و کلید ماشین او را گرفته و از پس دادن آنها امتناع می‌کند. مأموران همچنین از طریق اعزام کننده مطلع شدند که یک هشدار «تحت تعقیب» برای شخصی در همان آدرس صادر شده، هشداری که با کد پلیس ۱۰–۹۹ نشان داده می‌شود. بلیک بر اساس اتهامات تجاوز جنسی درجه سوم، تجاوز جنسی و بی‌نظمی‌های رفتاری در ارتباط با آزار خانگی از ماه ژوئیه حکم بازداشت خود را دریافت کرده بود. زنی که در ۲۳ آگوست با شماره ۹-۱-۱ تماس گرفت و گزارش داد که بلیک کلیدهای او را دزدیده‌است، همان زنی بود که قبلاً شکایت جنایی را مبنی بر تجاوز جنسی علیه بلیک تنظیم کرده بود. در ماه مه گذشته، این زن ادعا کرد که بلیک وارد اتاقی شده که او در نزدیکی یکی از فرزندانش خوابیده بود، بلیک انگشتش را در واژن او فرومی‌کند، آن را بیرون می‌آورد، می‌بوید و می‌گوید: «بویش جوریست که انگار با مرد دیگری خوابیده‌ای.» قربانی همچنین گفت که بلیک تقریباً دو بار در سال به او تجاوز جنسی کرده‌است. هم رئیس پلیس کنوشا، دانیل میسکینیس و هم انجمن پلیس حرفه ای کنوشا اظهار داشتند که افسرانی که در ۲۳ آگوست اعزام شدند، قبل از رسیدن به صحنه، از حکم در حال انتظار بلیک آگاه بودند.
یکی از شاهدان اظهار داشت که بلیک ماشین خود را نزدیک «شش یا هفت زن که در پیاده‌رو بر سر یکدیگر فریاد می‌زدند» پارک کرد و «چیزی به زن‌ها نگفت». به گفته شاهدان دیگر، بلیک در تلاش بود تا بین دو زن که در حال مشاجره بودند، هنگام ورود پلیس مداخله کند. افسران تلاش کردند تا بلیک را تحت کنترل خود درآورند و دو افسر از تیزر بر روی او استفاده کردند. یکی از رهگذران که فیلمی از این حادثه ضبط کرده‌است به خبرنگاران گفت که صدای پلیس را شنیده‌است که «چاقو را بینداز». رهگذر همچنین اظهار داشت: من هیچ سلاحی در دستان او ندیدم، او خشونت بخرج نمی‌داد. اتحادیه پلیس می‌گوید که بلیک به چاقویی در دست چپش مسلح بود، اما مأموران در ابتدا آن را ندیدند و او در حالی که دستور انداختن چاقو را نادیده گرفت «به زور با افسران درگیر شد، از جمله یکی از آنها را در وضعیت قفل سر قرار داد»، صنف نیروی انتظامی افزود: مأموران به دلیل عدم توانایی در کنترل او و پس از بکارگیری ابزارهای کلامی، فیزیکی و کمتر کشنده اقدام به کشیدن سلاح گرم کردند. یکی از وکلای بلیک با این روایت مخالفت کرد و آن را «پرآب‌وتاب» خواند و گفت که افسران پلیس متعرض بودند و بلافاصله پس از رسیدن به صحنه با بلیک برخورد فیزیکی کردند.
پس از درگیری اولیه، بلیک به سمت صندلی راننده وسیله نقلیه اجاره‌ای دوست دخترش رفت و به دنبال آن افسر راستن شیسکی و افسر دیگری به روی او سلاح کشیدند. شسکی سعی کرد بلیک را بگیرد و وقتی بلیک درب سمت راننده را باز کرد و به داخل خم شد، شسکی او را گرفت و هفت تیر به پشت بلیک شلیک کرد. به گفته وکیل بلیک، چهار گلوله به بلیک اصابت کرده‌است. به گفته وکیل شسکی، او هنگام ورود بلیک را دید که کودکی را در وسیله نقلیه گذاشت و شنید که زنی فریاد می‌زند: «او بچه من را دارد می‌برد» «او کلیدهای من را دارد»؛ شسکی به بلیک شلیک کرد چون معتقد بود در حال تلاش برای ربودن کودک در صندلی عقب وسیله نقلیه ای است که وارد آن شده و چون بلیک چاقویی در دست داشت و بدنش را به سمت شسکی می‌چرخاند تصور کرد قصد زدن او با چاقو را دارد. جاش کاول، دادستان کل ویسکانسین، در یک کنفرانس مطبوعاتی در ۲۶ اوت ۲۰۲۰ گفت که یک چاقو از روی کنسول جلوی ماشینی که بلیک در آن هدف شلیک گلوله قرار گرفت کشف شد. کائول همچنین گفت که بلیک به بازرسان گفت که چاقویی در اختیار دارد، هرچند کائول از توضیف چاقو و این که آیا به تیراندازی ارتباطی دارد یا نه، خودداری کرد. وکیل بلیک تعلق چاقو به بلیک را رد کرد. دادستانی که بر تحقیقات نظارت داشت گفت که بلیک به داشتن چاقو اعتراف کرده و افسران و شاهدان اظهار داشتند که بلیک بلافاصله قبل از تیراندازی با چاقو به سمت افسر شسکی برگشته‌است. بلیک بعداً اعتراف کرد که «درست فکر نمی‌کرده» و در جریان درگیری چاقویی را برداشته، اگرچه او قصد استفاده از آن را انکار کرد.

## عواقب پزشکی بلیک
بلیک به بیمارستان فرودترت در واواتوسا، ویسکانسین منتقل شد. پدرش در ۲۵ آگوست اعلام کرد که بلیک از ناحیه کمر به پایین فلج شده‌است و پزشکان هنوز نمی‌دانند که آیا این حالت دائمی خواهد بود یا خیر. او همچنین از ناحیه یک دستش زخمی شد و به معده، کلیه و کبدش آسیب رسید. او مجبور شد بخش عمده‌ای از روده کوچک و روده بزرگ خود را خارج کند. بلیک ابتدا با دستبند به تخت بیمارستانش بسته شد و دو افسر به دلیل حکم صادره علیه بلیک با او حضور داشتند. بعدتر دستبندها برداشته شد و افسران پس از ارسال وثیقه محل را ترک کردند.
از آگوست ۲۰۲۱، بلیک توانست چند قدم بردارد، وی در توصیف احساسش حین راه رفتن پس از آسیب دیدگی به «گام برداشتن روی دو چوب» تشبیه کرد، او حالا از حملات اضطرابی هم رنج می‌برد.

## واکنش‌ها

### عمومی

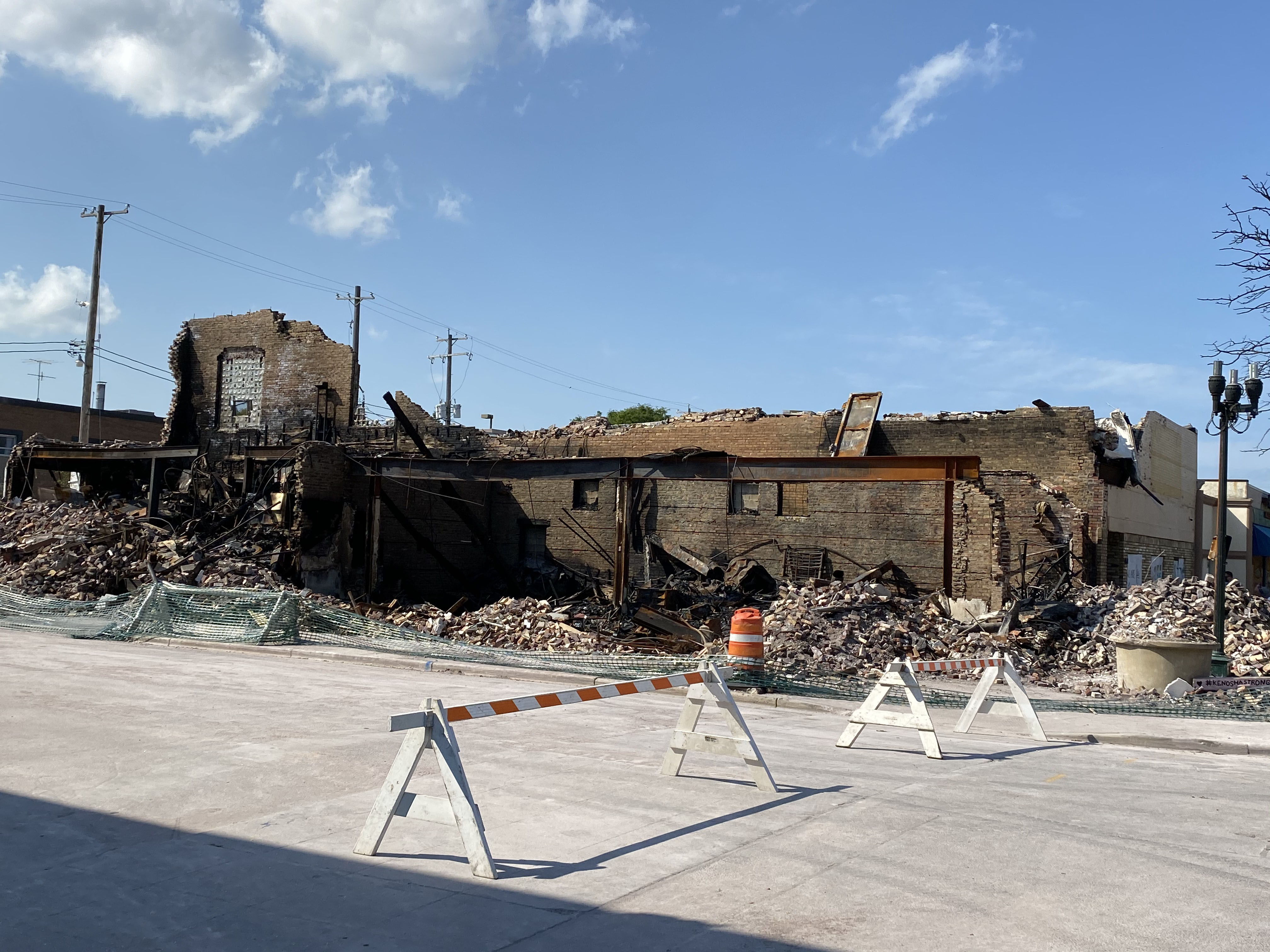
ویرانه‌های یک مغازه تشک فروشی و لژ برادری دانمارکی در جریان شورش سوزانده شد

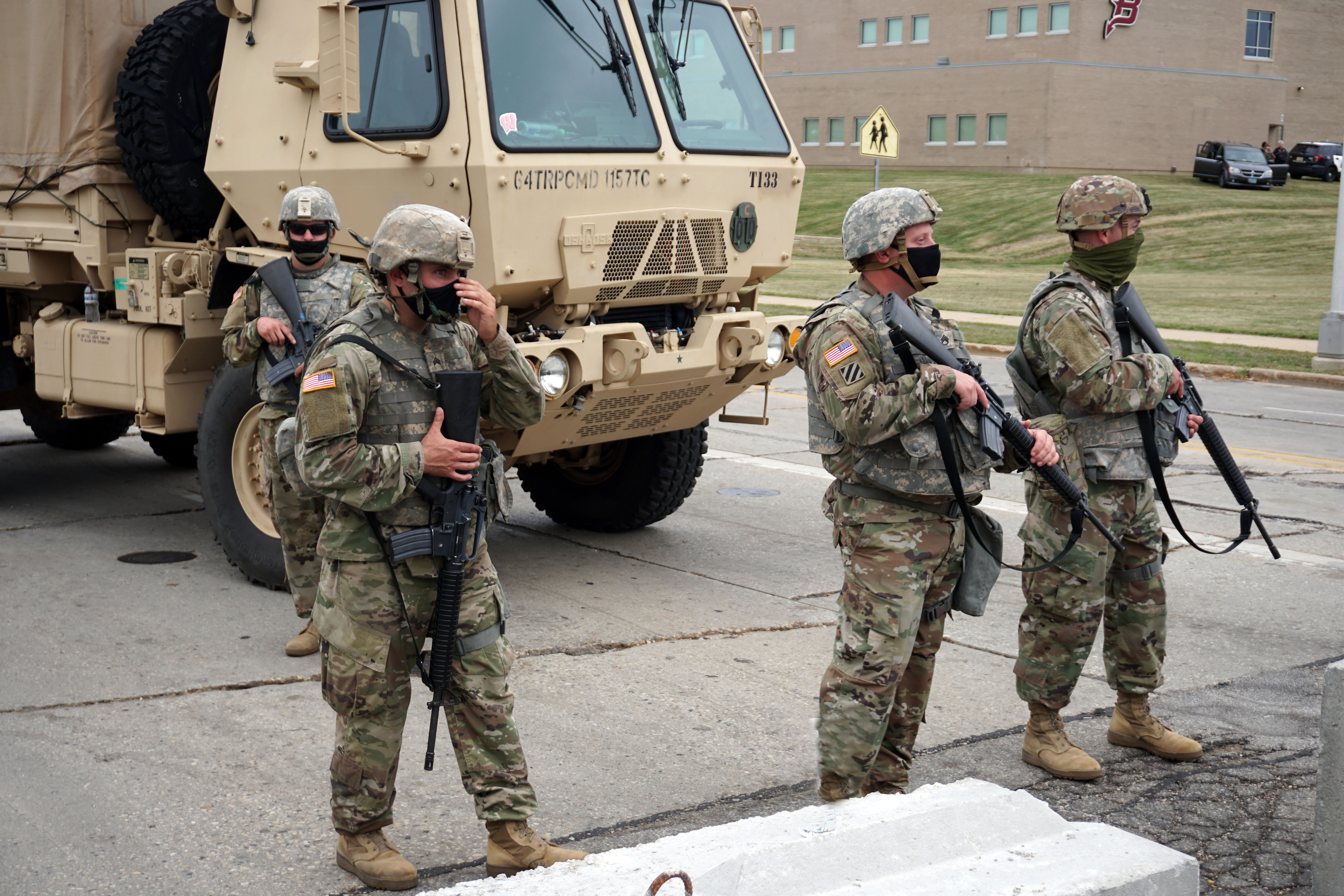
نیروهای گارد ملی در کنوشا برای بازگرداندن نظم در طول اعتراضات.

اعتراضات به این رویداد، منجر شد که شهرستان کنوشا در شبانه روز ۲۴ اوت، شاهد صحنه آسیب رساندن به خودروهای پلیس، آتش گرفتن یک کامیون کمپرسی و تخریب ساختمان دادگاه محلی، باشد که نهایتاً وضعیت اضطراری اعلام گردید. یک افسر با آجر هدف حمله قرار گرفت و گاز اشک آور نیز برای مهار خشونت‌ها به کار گرفته شد. پلیس از مشاغل خواست به دلیل تماس‌های متعدد در مورد سرقت‌های مسلحانه و شلیک گلوله، تعطیلی ۲۴ ساعته را در نظر بگیرند، و گارد ملی ویسکانسین برای حفظ امنیت عمومی مستقر شد. قرار بود تا ۲۰۰ نیرو مورد استفاده قرار گیرد. در ۲۴ اوت، معترضان برای دومین شب نقاطی را به آتش کشیدند و کسب‌وکار مردم را غارت کردند. در ۲۵ اوت، تظاهرات و آتش‌سوزی‌ها در سراسر کنوشا ادامه یافت و غیرنظامیان مسلح به تفنگ در بخش‌هایی از شهر گشت زنی می‌کردند.
در ۲۵ اوت، دو معترض کشته و سومی به شدت زخمی شد. یک پسر ۱۷ ساله به نام کایل ریتنهاوس روز بعد دستگیر شد و به قتل عمدی درجه یک متهم گردید. وکلای مدافع او استدلال می‌کنند که تیراندازی او برای دفاع از خود بوده‌است. وی نهایتاً از این احکام تبرئه شد.
اعتراضات عمومی در مورد تیراندازی بلیک در چندین شهر دیگر از جمله نیویورک، مینیاپولیس، لس آنجلس و آتلانتا رخ داد.
چندین تیم ورزشی حرفه ای دست به اعتصاب زدند و از انجام بازی‌های برنامه‌ریزی شده خود خودداری کردند. در NBA، میلواکی باکس در اعتراض به تیراندازی، بازی دور اول پلی آف ۲۶ آگوست خود را در برابر اورلاندو مجیک تحریم کرد. این تیم دقایقی قبل از شروع برنامه‌ریزی شده بازی تصمیم گرفت از رختکن خود بیرون نیاید. بعداً در همان روز، اتحادیه ملی بسکتبال (NBA) و انجمن ملی بسکتبال بازیکنان اعلام کردند که با توجه به تصمیم باکس برای امتناع از بازی، همه بازی‌های NBA برای آن روز به تعویق افتاد. این رویداد منجر به تحریم‌هایی دیگر در لیگ‌های ورزشی آمریکا، از جمله اتحادیه ملی بسکتبال زنان (WNBA)، لیگ برتر بیسبال (MLB)، لیگ ملی هاکی (NHL) و لیگ برتر فوتبال (MLS) شد.

### دولت

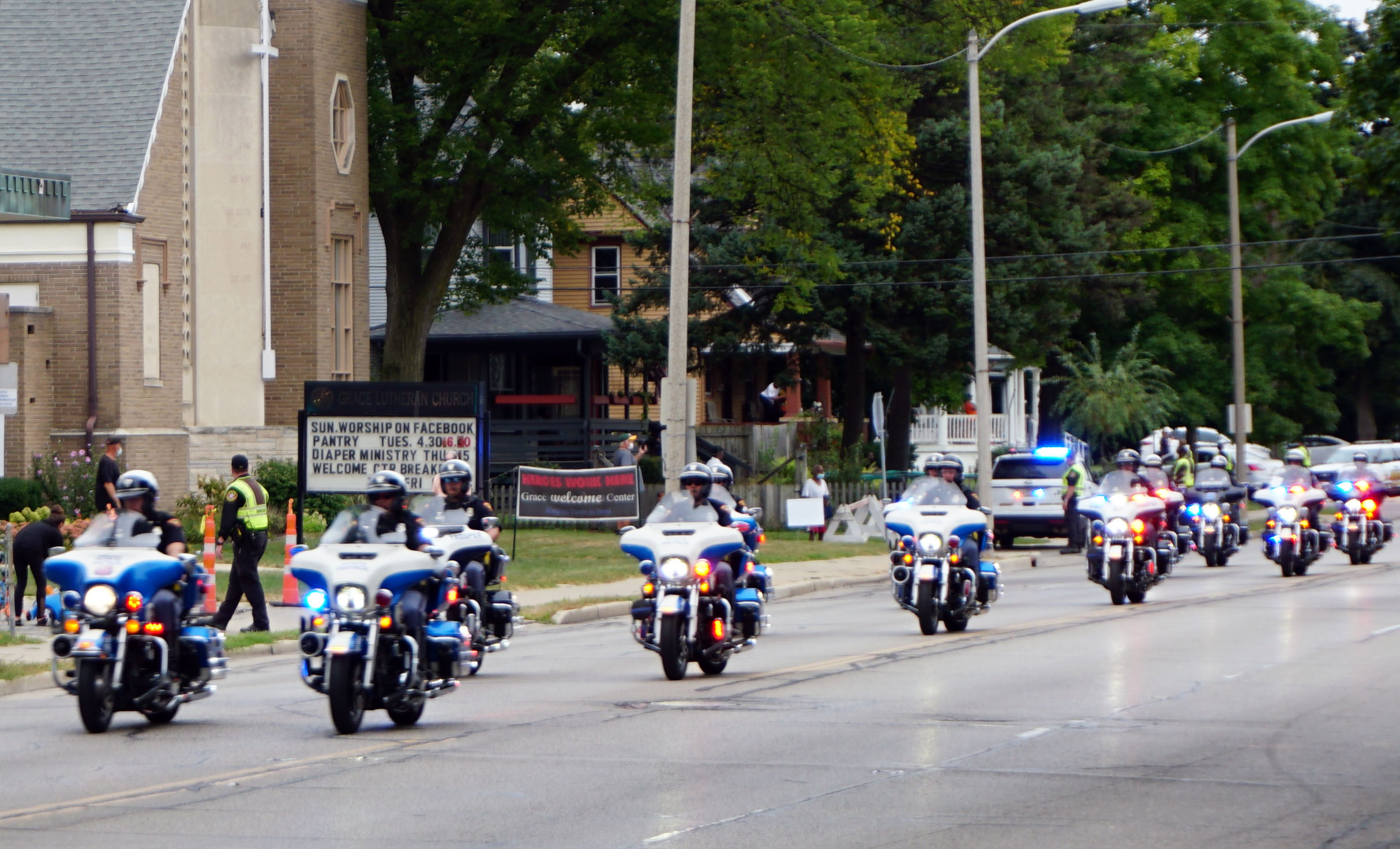
کاروان پرزیدنت ترامپ در کنوشا

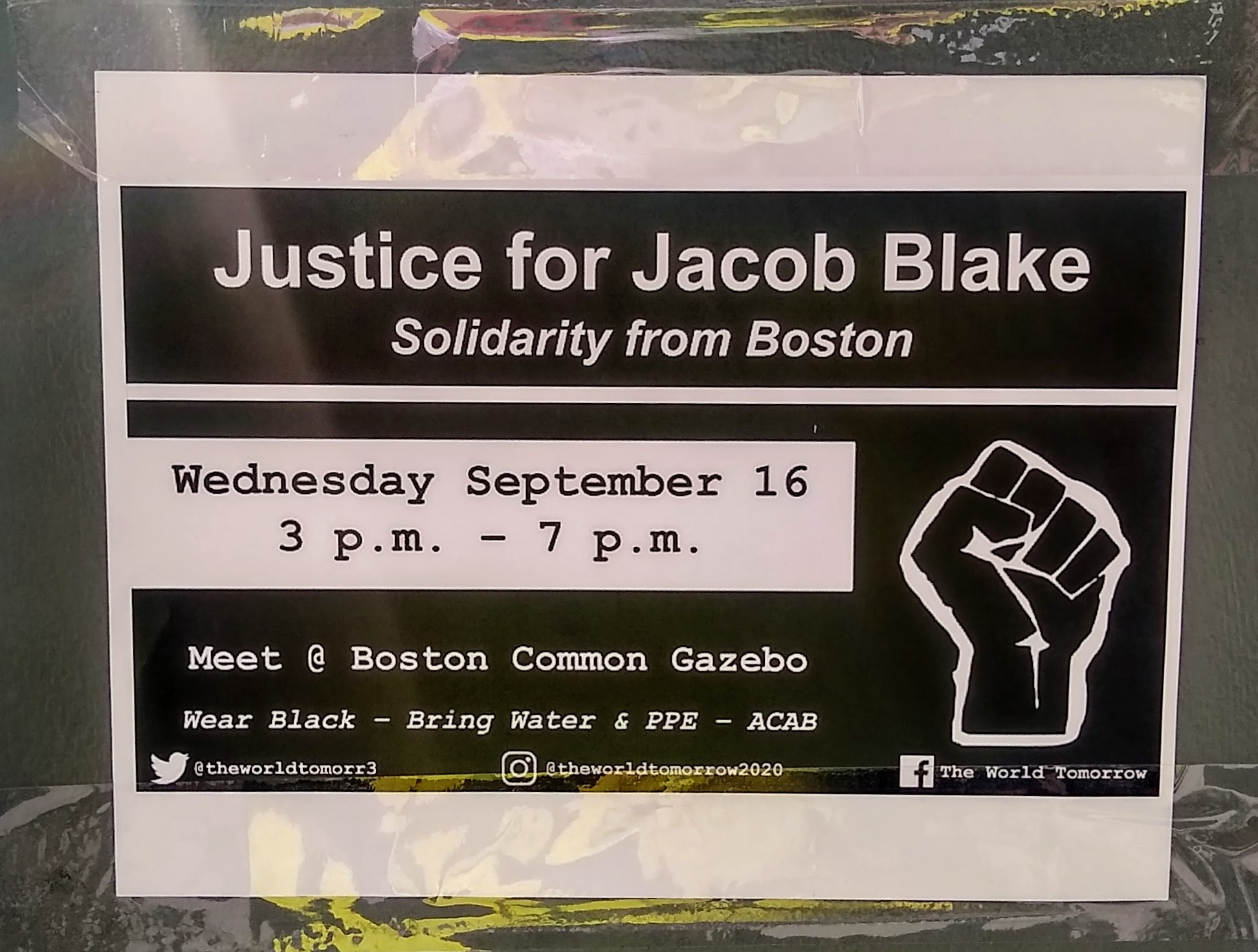
پوستر تبلیغاتی تظاهراتی در حمایت از جیکوب بلیک در بوستون، ماساچوست.

تونی اورز، فرماندار ویسکانسین بیانیه ای صادر کرد که در آن استفاده بیش از حد از زور توسط پلیس را مزمت کرد و با استناد به اسامی آمریکایی‌های آفریقایی‌تبار که توسط مجریان قانون کشته شده‌اند را منتشر کرد. اورز گفت: «در حالی که ما هنوز همه جزئیات را نمی‌دانیم، آنچه به طور قطع می‌دانیم این است که او اولین مرد یا سیاهپوستی نیست که در ایالت یا کشور ما به دست افراد مجری قانون مورد اصابت گلوله قرار می‌گیرد، مجروح می‌شود یا بی رحمانه کشته می‌شود». اورز قانونگذاران ایالت ویسکانسین را به یک جلسه ویژه فراخواند تا قانونی را در مورد خشونت پلیس تصویب کنند.
جو بایدن، معاون رئیس‌جمهور سابق و نامزد دموکرات‌ها در انتخابات ریاست‌جمهوری ۲۰۲۰ گفت «این تیراندازی‌ها روح ملت ما را هدف قرار می‌دهد» و خواستار «تحقیق فوری، کامل و شفاف» شد. بایدن و معاونش، کامالا هریس، یک ساعت با پدر بلیک صحبت کردند. در ۳ سپتامبر، بایدن و همسرش جیل با چند تن از اعضای خانواده بلیک در فرودگاه بین‌المللی میلواکی میچل به مدت ۹۰ دقیقه ملاقات کردند. بلیک از روی تخت بیمارستان از طریق تلفن به جلسه پیوست. بایدن سپس به کنوشا رفت تا با اعضای جامعه در یک کلیسای محلی صحبت کند. این اولین سفر مبارزاتی او به ویسکانسین بود. هریس در ۷ سپتامبر با بلیک تلفنی صحبت کرد.
رئیس‌جمهور دونالد ترامپ با خانواده تماس گرفت، اما مادر بلیک، جولیا بلک، بعداً به دلیل از قطع‌شدن تماس عذرخواهی کرد، در حالی که پدر بلیک گفت که ترامپ تلاشی برای برقراری تماس نکرده‌است. ترامپ بعداً گفت که تیراندازی «منظره خوبی نبود. مطمئناً از دیدن آن خوشم نیامد و فکر می‌کنم اکثر مردم با آن موافق باشند.» ترامپ برای دیدن خسارات ناشی از تظاهرات و ملاقات با مجریان قانون، سفری به کنوشا را در اول سپتامبر برنامه‌ریزی کرد، اما فرماندار اورس و شهردار؛ جان آنتارامیان از او خواستند که به دلیل نگرانی از اینکه حضور وی مانع از برقراری آرامش و بروز تنش شود، در سفر خود تجدید نظر کند. ترامپ به همراه ویلیام بار، دادستان کل ایالات متحده، این سفر را انجام داد، اما او با خانواده بلیک ملاقات نکرد، زیرا به گفته او، آنها خواستار حضور مشاور حقوقی در جلسه بودند. آنها با کلانتر منطقه، رئیس پلیس و دیگران گفتگو کردند و ترامپ به مجریان قانون شهری و ایالتی و مشاغلی که خسارت دیده‌بودند قول کمک مالی داد. در ۹ سپتامبر، بار، قتل جورج فلوید را با رویداد تیراندازی به بلیک مقایسه کرد و گفت: «فلوید پیشتر تحت کنترل درآمده بود، دستبند زده شده بود و مسلح نبود. در قضیه جیکوب او در حال ارتکاب جرم بوده و سلاح داشته.»